# Ólafur Thors
Ólafur Thors (19 de enero de 1892- 31 de diciembre de 1964), político de Islandia, del Partido de la Independencia, cinco veces primer ministro de su país.
Se desempeñó en dicho cargo entre el 16 de mayo y el 16 de diciembre de 1942; del 21 de octubre de 1944 al 4 de febrero de 1947; del 6 de diciembre de 1949 al 14 de marzo de 1950; del 11 de septiembre de 1953 al 24 de julio de 1956; y del 20 de noviembre de 1959 al 14 de noviembre de 1963.
Fue miembro del Parlamento desde 1926 hasta el día de su muerte en 1964. Su primer cargo ministerial fue como sustituto del ministro de Justicia entre el 14 de noviembre y el 23 de diciembre de 1932. En su carrera política se desempeñó como ministro de Asuntos Industriales de 1939 a 1942, ministro de Asuntos Exteriores durante sus propios gobiernos en 1942 y en 1944-1947, ministro de Asuntos Sociales bajo su propio gobierno en 1949-1950, de Industria y Pesca de 1950 a 1953 y de Pesca bajo su propio gobierno en 1953-1956. Asistió a la Asamblea General de las Naciones Unidas en 1947 y 1948. Lideró el Partido de la Independencia entre 1934 y 1961. Su quinto gobierno con los socialdemócratas continuó bajo otros dos primeros ministros del Partido de la Independencia hasta 1971.